# Pirata brevipes
Pirata brevipes är en spindelart som först beskrevs av Banks 1893.  Pirata brevipes ingår i släktet Pirata och familjen vargspindlar.
Artens utbredningsområde är Kongo. Inga underarter finns listade i Catalogue of Life.